# Азизходжаев, Акмаль Абдуазимович
Акмаль Абдуазимович Азизходжаев (8 ноября 1936 — 16 января 2008) — советский футболист, защитник. Заслуженный тренер Узбекистана.

## Биография
Карьеру начал в 1955 году в составе «Спартака» Ташкент. В 1956 году стал игроком новосозданного клуба «Пахтакор». В составе «Пахтакора» выступал с 1956 по 1963 год, проведя в чемпионатах СССР 167 матчей и забив 4 гола.
В течение 10 лет возглавлял детско-юношескую спортивную школу «Пахтакор» и юношескую сборную Узбекистана. Работал директором Республиканской школы высшего спортивного мастерства по футболу.
В честь Акмаля Азизходжаева в Ташкенте регулярно проводятся детско-юношеские футбольные турниры.